# Ingenbohl
Ingenbohl is een gemeente en plaats in het Zwitserse kanton Schwyz, en maakt deel uit van het district Schwyz.
Ingenbohl telt 8.640 inwoners.

## Externe link

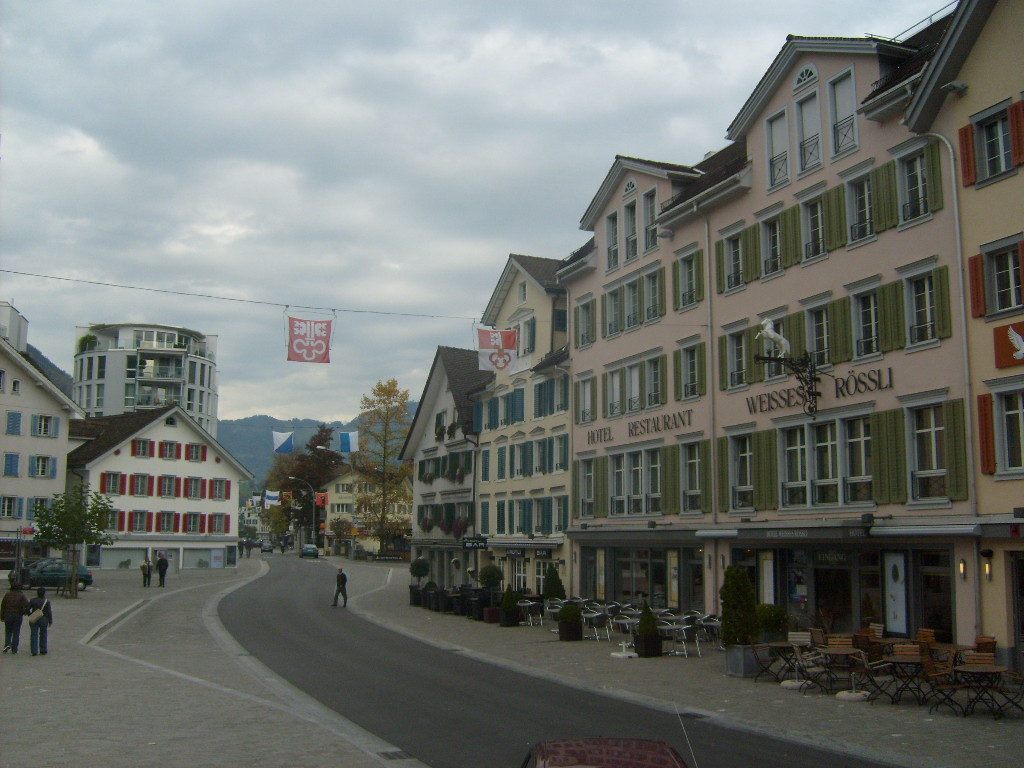
Hotel-Restaurant Weisses Rössli.